# Kapunda (stad)
Kapunda is een plaats in de Australische deelstaat Zuid-Australië en telt 3000 inwoners (2006).